# Nicylla sundevalli
Nicylla sundevalli är en spindelart som beskrevs av Tord Tamerlan Teodor Thorell 1890. Nicylla sundevalli ingår i släktet Nicylla och familjen hoppspindlar. Inga underarter finns listade i Catalogue of Life.